# Majdan Mętowski
Majdan Mętowski – wieś w Polsce położona w województwie lubelskim, w powiecie lubelskim, w gminie Głusk.
| SIMC    | Nazwa                 | Rodzaj    |
| ------- | --------------------- | --------- |
| 0381077 | Leśniczówka Skrzynice | część wsi |

W latach 1975–1998 miejscowość administracyjnie należała do ówczesnego województwa lubelskiego.
Wieś stanowi sołectwo gminy Głusk. Według Narodowego Spisu Powszechnego z roku 2011 wieś liczyła  205 mieszkańców.